# Puente levadizo

Principio del puente levadizo.

Un puente levadizo es un tipo de puente móvil que se puede levantar con la ayuda de una instalación mecánica para así permitir la entrada a través de un portón, o bien para permitir el tráfico marítimo a través de un cuerpo de agua.
La parte que se mueve es muy ancha se gira a través de un eje horizontalmente o a modo de bisagra. Para elevar la plataforma se utilizan cuerdas o cadenas acopladas en las esquinas opuestas al eje.

## Puentes levadizos como un mecanismo de protección y más

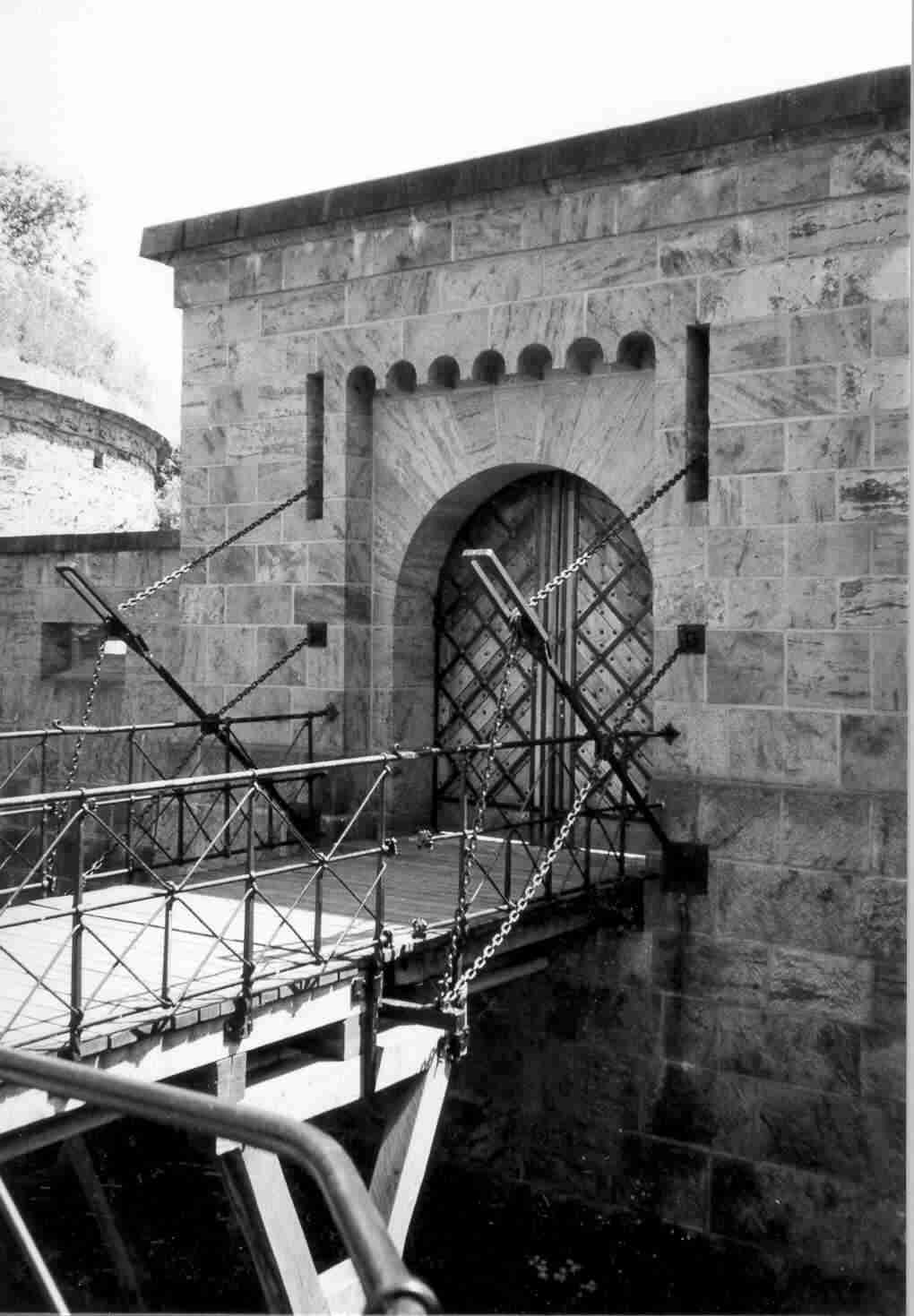
Puente levadizo del castillo de Minden del siglo XIX

Para asegurar la entrada en una ciudad, una fortaleza o castillo se utilizaron este tipo de mecanismos y métodos en la Edad Media. continuando su uso en la Edad Moderna.

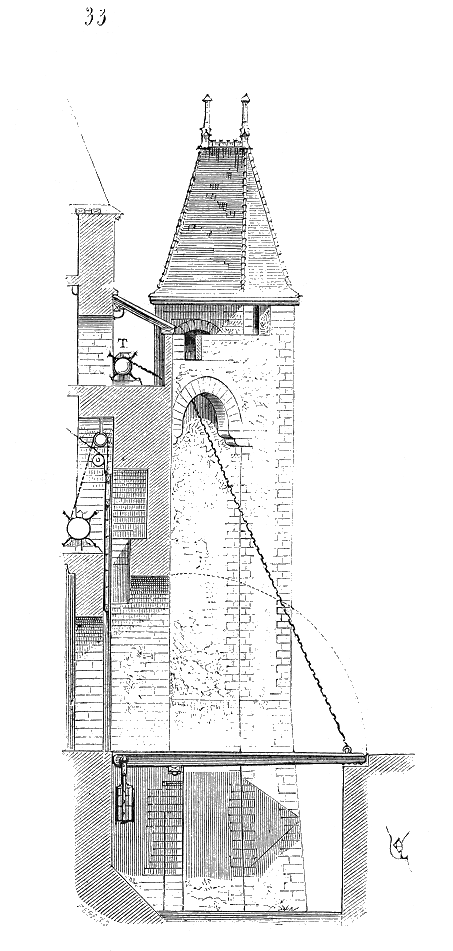
Puente levadizo con cadenas en diagonal y contrapeso. Dibujo de Viollet-le-Duc.

Las entradas a los fuertes y castillos siempre fue un punto débil por lo que a lo largo de la historia se idearon diferentes artilugios para su protección. Con la ayuda de un puente levadizo se pudo evitar el acceso a través del foso de forma efectiva y rápida. En la Edad Media también se hizo uso de puentes de madera destruibles en caso de que fuera necesario, pero un puente levadizo, además de su flexibilidad, también permitía una salida rápida en caso de que fuera necesario. Para impedir que se bajase el puente por medio de ganchos desde el exterior, a menudo la plataforma se alojaba en una hendidura.
En la Edad Media  se utilizaron principalmente dos tipos de construcciones para elevar la plataforma:
- Cadenas o cuerdas, de las que se utilizaron dos, en posición paralela y diagonales a través de dos entradas en el muro, donde se recogían por medio de un cabestrante. Para ayudar a elevar la plataforma se pueden utilizar contrapesos al final de las cadenas o en una prolongación de la trayectoria del puente, detrás del eje de rotación.
- Rodillos a modo de caña de pescar en los que se enroscaban las cadenas y que mediante palanca alzaban el puente. Se situaban detrás del eje de rotación.[1]

Ambos sistemas no resuelven eficazmente el problema su supone el diferente momento de fuerzas necesario para levantar el punte: mayor cuando el puene está tendio, menor en la medida en que se levanta hasta llegar a cerrar el portal. Dos fueron los principalres sistemas utilizados para resolver esta cuestión.
- El sistema Derché, en el que las cadenas que se utilizan para levantar el puente se enrollan en una espiral, de modo que la fuerza necesaria para moverlo es constante, aunque el momento de fuerza necesario disminuye en la medida en que el puente se levanta.[2]

- El balancín, disponiendo en la prolongación del puente levadizo una tarima de la misma dimensión y peso que el puente. Al elevarse el punte su prolongación queda alojada en una camara soterrada. Una derivación de este sistema es el puente levadizo de viga doble que se utiliza actualmente en algunos casos para salvar canales o ríos navgables.

## Uso para el tráfico marítimo
Este tipo de puentes también se usan para accesos sobre cuerpos de agua. Principalmente se utilizan puentes de dos plataformas y cada una se alza en dirección opuesta y suelen basarse en el principio de rodillos.

Puente levadizo en el puerto de Santander (España). Los tableros del puente se elevan para dejar paso a los buques.